# طواف إيطاليا 1937
طواف إيطاليا 1937 هو سباق دراجات هوائية أقيم في إيطاليا بتاريخ 8 – 30 مايو، تكون السباق من 19 مرحلة وامتدّ لمسافة 3840 كم بسرعة 31.365 كم/س، استغرق السباق 112 ساعة 49 دقيقة 28 ثانية. فاز به الإيطالي جينو بارتلي وحلّ ثانيا جيوفاني فالتي.

## المشاركين
من بين 98 دراجاً بدأوا سباق جيرو دي إيطاليا في 8 مايو، تمكن 41 منهم من الوصول إلى النهاية في ميلانو في 30 مايو.وقد سُمح للمتسابقين بالركوب بمفردهم أو كعضو في فريق أو مجموعة؛ حيث تنافس 65 متسابقًا كجزء من فريق، بينما تنافس الـ 33 متسابقًا بشكل مستقل. الفرق الأربعة التي شاركت في السباق هي: بيانكي، وفريجوس، وجانا، وليجنانو.

## الترتيب
| م                     | الدرّاج        | البلد   | الزمن                      |
| --------------------- | ------------- | ------- | -------------------------- |
| الفائز بالترتيب العام | جينو بارتلي   | إيطاليا | 112 ساعة 49 دقيقة 28 ثانية |
| الثاني                | جيوفاني فالتي | إيطاليا |                            |
| التسلق                | جينو بارتلي   | إيطاليا | -                          |